# Ino, Kōchi
Ino (いの町 Ino-chō) là thị trấn thuộc huyện Agawa, tỉnh Kōchi, Nhật Bản. Tính đến ngày 1 tháng 10 năm 2020, dân số ước tính thị trấn là 21.374 người và mật độ dân số là 45 người/km2. Tổng diện tích thị trấn là 470,97 km2.

## Địa lý

### Đô thị lân cận
- Tỉnh Kōchi
  - Kōnan
  - Tosa
  - Tosa
  - Ōkawa
  - Ochi
  - Hidaka
  - Niyodogawa
- Tỉnh Ehime
  - Niihama
  - Saijō
  - Kumakōgen

### Khí hậu
| Dữ liệu khí hậu của Ino, Kōchi           | Dữ liệu khí hậu của Ino, Kōchi | Dữ liệu khí hậu của Ino, Kōchi | Dữ liệu khí hậu của Ino, Kōchi | Dữ liệu khí hậu của Ino, Kōchi | Dữ liệu khí hậu của Ino, Kōchi | Dữ liệu khí hậu của Ino, Kōchi | Dữ liệu khí hậu của Ino, Kōchi | Dữ liệu khí hậu của Ino, Kōchi | Dữ liệu khí hậu của Ino, Kōchi | Dữ liệu khí hậu của Ino, Kōchi | Dữ liệu khí hậu của Ino, Kōchi | Dữ liệu khí hậu của Ino, Kōchi | Dữ liệu khí hậu của Ino, Kōchi |
| Tháng                                    | 1                              | 2                              | 3                              | 4                              | 5                              | 6                              | 7                              | 8                              | 9                              | 10                             | 11                             | 12                             | Năm                            |
| ---------------------------------------- | ------------------------------ | ------------------------------ | ------------------------------ | ------------------------------ | ------------------------------ | ------------------------------ | ------------------------------ | ------------------------------ | ------------------------------ | ------------------------------ | ------------------------------ | ------------------------------ | ------------------------------ |
| Cao kỉ lục °C (°F)                       | 16.7 (62.1)                    | 19.7 (67.5)                    | 23.7 (74.7)                    | 29.0 (84.2)                    | 31.0 (87.8)                    | 31.8 (89.2)                    | 36.5 (97.7)                    | 36.0 (96.8)                    | 32.7 (90.9)                    | 27.5 (81.5)                    | 22.6 (72.7)                    | 20.1 (68.2)                    | 36.5 (97.7)                    |
| Trung bình ngày tối đa °C (°F)           | 5.9 (42.6)                     | 7.5 (45.5)                     | 11.6 (52.9)                    | 17.2 (63.0)                    | 21.6 (70.9)                    | 24.0 (75.2)                    | 28.0 (82.4)                    | 28.5 (83.3)                    | 24.9 (76.8)                    | 19.7 (67.5)                    | 13.9 (57.0)                    | 8.2 (46.8)                     | 17.6 (63.7)                    |
| Trung bình ngày °C (°F)                  | 1.6 (34.9)                     | 2.4 (36.3)                     | 5.9 (42.6)                     | 10.8 (51.4)                    | 15.2 (59.4)                    | 18.8 (65.8)                    | 22.7 (72.9)                    | 23.1 (73.6)                    | 19.7 (67.5)                    | 14.1 (57.4)                    | 8.7 (47.7)                     | 3.6 (38.5)                     | 12.2 (54.0)                    |
| Tối thiểu trung bình ngày °C (°F)        | −2.1 (28.2)                    | −1.7 (28.9)                    | 0.9 (33.6)                     | 5.2 (41.4)                     | 9.8 (49.6)                     | 14.8 (58.6)                    | 19.0 (66.2)                    | 19.5 (67.1)                    | 16.1 (61.0)                    | 9.9 (49.8)                     | 4.5 (40.1)                     | −0.1 (31.8)                    | 8.0 (46.4)                     |
| Thấp kỉ lục °C (°F)                      | −10.8 (12.6)                   | −10.4 (13.3)                   | −8.7 (16.3)                    | −3.7 (25.3)                    | −0.2 (31.6)                    | 4.6 (40.3)                     | 9.4 (48.9)                     | 12.0 (53.6)                    | 4.8 (40.6)                     | −0.1 (31.8)                    | −3.2 (26.2)                    | −8.2 (17.2)                    | −10.8 (12.6)                   |
| Lượng Giáng thủy trung bình mm (inches)  | 76.1 (3.00)                    | 114.3 (4.50)                   | 192.8 (7.59)                   | 221.3 (8.71)                   | 264.8 (10.43)                  | 367.8 (14.48)                  | 457.8 (18.02)                  | 514.1 (20.24)                  | 531.9 (20.94)                  | 222.9 (8.78)                   | 123.2 (4.85)                   | 97.5 (3.84)                    | 3.184,2 (125.36)               |
| Số ngày giáng thủy trung bình (≥ 1.0 mm) | 8.2                            | 9.7                            | 12.4                           | 11.5                           | 11.5                           | 15.0                           | 14.4                           | 14.1                           | 13.7                           | 9.7                            | 8.9                            | 9.5                            | 138.6                          |
| Số giờ nắng trung bình tháng             | —                              | —                              | —                              | —                              | —                              | —                              | —                              | —                              | —                              | —                              | —                              | —                              | 1.444,5                        |
| Nguồn: Cục Khí tượng Nhật Bản            |                                |                                |                                |                                |                                |                                |                                |                                |                                |                                |                                |                                |                                |